# رحلات الدكتور دوليتل
رحلات الدكتور دوليتيل هي رواية للأطفال من تأليف هيو لوفتنغ.

## القصة
الدكتور دولتيل طبيب بارع، يسكن في منزله مع أخته، يحب الحيوانات ويربي الكثير منها في منزله، مما يؤثر سلبًا على الزبائن وفي نهاية المطاف تهجره اخته ويفلس.
بعدها يتعلم لغة الحيوانات بسبب ببغائته المتكلمة، و تأتيه رسالة من أفريقيا لينقذ القرود من مرض خطير، حيث يواجه الملك الشرير والقراصنة.